# Conrad Franz von Rhetz
Conrad Franz von Rhetz (* 1726 in Riddagshausen bei Braunschweig; † 1788) war herzoglich braunschweigischer Landdrost, der in Riddagshausen wirkte.

## Leben
Von Rhetz war ein Sohn des Kammerrats- und Landdrosten Levin August Rhetz (3. Juni 1693 – 27. Oktober 1757), der 1726 von Kaiser Karl VI. in den Reichsadelsstand erhobenen worden war, und dessen Frau Auguste Wilhelmine (geborene von Voigts; 1. März 1703 – 2. Mai 1772). Sein älterer Bruder war der herzoglich braunschweigisch-lüneburgische Generalleutnant August Wilhelm von Rhetz. Er studierte ab dem 3. Oktober 1744 Jura in Helmstedt. Wie sein Bruder wurde er Freimaurer und trat am 18. Juni 1744 in die Loge Jonathan in Braunschweig ein. Dort wurde er 1755 zum Meister vom Stuhl erwählt, ein Amt, das er bis 1860 innehatte. Doch er war als solcher eher untätig, da er die Loge nie zusammenrief. Er wohnte gut eine Stunde von der Stadt entfernt auf einem Gut. Im Jahr 1766 oder 1767 trat er wie sein Bruder in die Strikte Observanz ein, wobei er für sich den Namen „Franciscus Eques a Mergite“ (von der Garbe) wählte. 1773 wurde er zum „schottischen Großsiegelbewahrer“ und 1775 zum „Vice-Thesaurarius Provinciae“ und Mitglied des Direktoriums ernannt. Am 30. Oktober 1786 war von Rhetz als Kommendator der Präfektur Braunschweig Mitunterzeichner eines Revers für Herzog Ferdinand von Braunschweig-Wolfenbüttel. Am 18. Januar 1787 besuchte er die Lehrlingsloge „Zur gekrönten Säule“.
Während C. Lenning [Pseudonym von Max Hesse] noch im Jahr 1863 angab, von Rhetz wäre Pächter der Domäne Riddagshausen und der Stifter des Argonauten-Ordens gewesen, korrigierte er diese Angabe 1867 und gab an, dass der Orden durch den Braunschweiger Hofrat Paul August Schrader (1726–1780) gegründet wurde. Auch Charles William Heckethorn gab in seinem Bericht 1897 von Rhetz als Gründer des Ordens an. “Argonauts. – This Order was founded, for his amusement, by a Freemason, Konrad von Rhetz, residing at Riddagshausen, near Brunswick” (deutsch: „Argonauten. – Dieser Orden wurde zu seinem Vergnügen von einem Freimaurer, Konrad von Rhetz, wohnhaft in Riddagshausen bei Braunschweig, gegründet.“) Vermutlich stammte diese Information aber aus dem Werk C. Lennings von 1863.
Von Rhetz war mit Elisabeth Wilhelmine (geborene von Voigts; 22. November 1726 – 20. August 1780) verheiratet. Die Namen der Eheleute sind auf einer der Gedenktafel an dem Epitaph seiner Eltern angegeben.

## Mitgliedschaften (Auswahl)
- 1747: Ordentliches Mitglied Nr. 72 [385] der Deutschen Gesellschaft zu Göttingen[5]

## Schriften (Auswahl)
- Jugendlicher Versuch Die nach denen teutschen Reichs-Gesetzen nöthige Beschaffenheit, Wahl und Crönung eines Römisch-Teutschen Kaisers Bei Bevorstehender Kaiser-Wahl, in gebundener Rede kürzlich zu beschreiben angestellet von einem Teutschem Redlichem. Keitel, Braunschweig Januar 1741 (digital.staatsbibliothek-berlin.de).
- Daß der Mensch nicht Ursach habe. Schnorr, Helmstedt 1746.
- Der Frau von Villequier betrübte Lebensgeschichte. 1752 (gdz.sub.uni-goettingen.de – Übersetzung aus dem Französischen).